# Distributed Language Translation
Distributed Language Translation (DLT) – projekt opracowania systemu tłumaczenia maszynowego dla 12 języków europejskich, rozwijany w latach 1985–1990.
Wyróżniającą cechą DLT było użycie zmodyfikowanej wersji języka esperanto jako pośrednika językowego; tłumaczenie miało się odbywać w dwóch etapach - z języka narodowego na esperanto i z esperanto na inny język narodowy. System był opracowywany przez holenderską firmę BSO z Utrechtu (obecnie część Atos Origin), z pomocą firmy lotniczej Fokker i Universala Esperanto-Asocio.